# Scuola di Santa Croce (Venise)
La Scuola di Santa Croce ou Schola de la Santa Crose abritait l’école de dévotion et de charité des marchands de vin de Venise. Elle est située sur le Campo San Silvestro dans le sestiere de San Polo.

## Historique
En 1565, le Conseil des Dix autorisa la confrérie des marchands de vin à ouvrir leur propre ‘’scuola’’ et leur mariegola fut approuvée en 1566.
L'édifice de l'école, terminé en 1581, se trouve sur le flanc droit de l'Église San Silvestro.

## L'Art des Marchands de Vin
La confrérie réunissait les marchands de vin en gros.
En 1609, la confrérie des vendidori, travasadori e portadori de vin (vendeurs, embouteilleurs et porteurs de vin) fut intégrée à celle des marchands de vin.
Le patron de l'Art était la Sainte-Croix (Santissima Croce), mais aussi Sant'Adriano, San Girolamo, San Nicolò, San Giorgio.
La confrérie comptait environ 400 membres en 1773.